# Pilotrichum corrugatum
Pilotrichum corrugatum är en bladmossart som beskrevs av Ferdinand François Gabriel Renauld och Jules Cardot 1902-03 [1905. Pilotrichum corrugatum ingår i släktet Pilotrichum och familjen Daltoniaceae. Inga underarter finns listade i Catalogue of Life.